# Össjö
Össjö – miejscowość (tätort) w Szwecji, w regionie administracyjnym (län) Skania, w gminie Ängelholm.
Według danych Szwedzkiego Urzędu Statystycznego liczba ludności wyniosła: 223 (31 grudnia 2015), 219 (31 grudnia 2018) i 217 (31 grudnia 2019).